# Poitou

Provinsen Poitous geografiska läge i Frankrike.

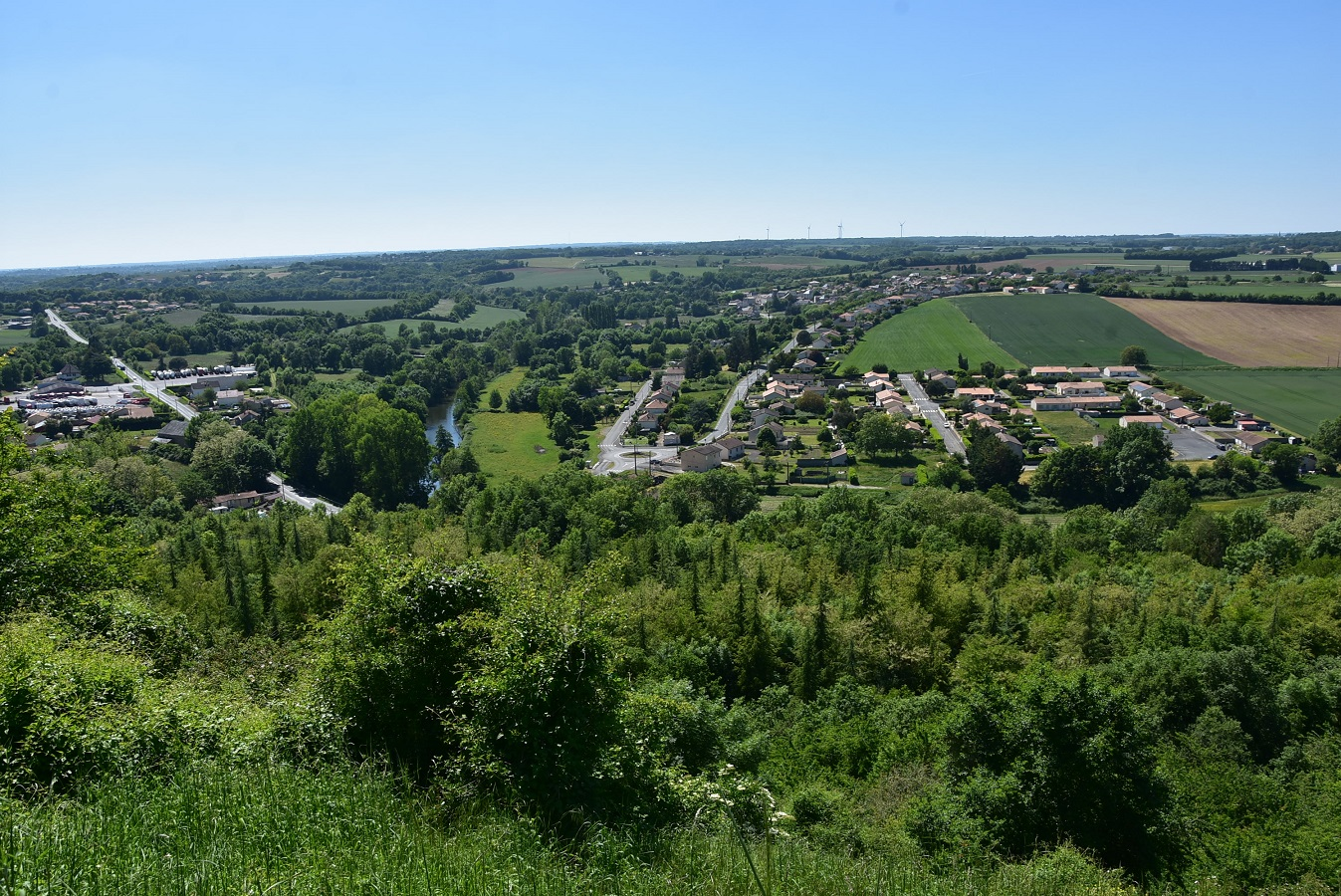
Poitouslätten i väster, mot Vendée och Atlanten.

Poitou är en av Frankrikes trettiotre historiska provinser. Poitou låg i västra Frankrike men utgjorde på medeltiden en del av Akvitanien och hade Poitiers som huvudstad där grevarna av Poitiers residerade. Från Poitou kom huset Lusignan.
Det första kända folket i Poitou var de galliska pictavi, vilka år 56 f.Kr. besegrades av romarna, som införlivade området i Aquitania. Romarna bildade städer som till exempel Saintes, där det också finns fornlämningar från denna tid. År 418 erövrade visigoterna området, och hundra år senare frankerna. Karl Martel besegrade morerna vid slaget vid Poitiers på 730-talet. 
Poitou var från slutet av 600-talet förenat med Akvitanien och indrogs i mitten av 700-talet till franska kronan. Mot slutet av 800-talet gjorde sig de av de frankiska kungarna insatta grevarna av Poitou ärftliga och tillägnade sig (908) titeln hertigar av Akvitanien. Med Eleonora av Akvitanien kom landet 1137 till kung Ludvig VII, men 1154, sedan hennes andra gemål, Henrik Plantagenet, blivit engelsk kung, till England. 
Franske kungen Filip August erövrade Poitou 1204, och 1259, genom freden i Abbeville, avträddes landet formligen till Frankrike. Det återtogs av engelsmännen 1356 efter slaget vid Nouaillé-Maupertuis och avstods genom freden i Bretigny 1360 för andra gången till England. År 1371 återerövrades det av du Guesclin. Karl V gav det åt sin bror Johan, hertig av Berry, och Karl VI efter dennes död åt sin son Johan, vid vars död (1417) det återgick till kronan. 
Det finns flera byggnader från medeltiden i hela regionen, bland annat grevepalatset i Poitiers. Under 1500- och 1600-talet sökte sig många protestanter (hugenotter) till regionens kuststäder, undan religionskrigen. Sedan Richelieu belägrat La Rochelle och dess omgivningar 1628 emigrerade större delen av dessa hugenotter, bland annat till dagens Québec, New Brunswick och Louisiana. Vid franska revolutionen delades området i tre departement: Vienne, Deux-Sèvres och Vendée.